# العجلي
أبو الحسن أحمد بن عبد الله بن صالح بن مسلم العجلي الكوفي. (182 هـ - 261 هـ)، أحد علماء الحديث والجرح والتعديل عند أهل السنة والجماعة، كوفي الأصل له رحلة واسعة في طلب الحديث، إلى أن استقر في طرابلس وتوفي فيها.

## حياته ووفاته
ولد في الكوفة عام 182هـ، ابتدأ طلبه للحديث وعمره خمس عشرة سنة. انتقل مع أبيه إلى بغداد، ما بين 201هـ و 206هـ وحوالي سنة 217هـ ابتدأ العجلي رحلته، فدخل البصرة، ومكة، والمدينة، وجدة، واليمن، وبلاد الشام، ودخل أنطاكية وتوجه منها إلى الساحل، ثم مصر، إلى أن هاجر إلى طرابلس المغرب واستقر هناك إلى أن توفي بها وقبره على الساحل، وقبر ابنه صالح إلى جنبه.
أما عن سبب هجرته إلى المغرب الإسلامي، فقد قال الخطيب البغدادي: «قَالَ الوليد: قلت لزياد بْن عَبْد الرَّحْمَن أي شيء أراد أَحْمَد بْن عَبْد اللَّه بْن صالح بخروجه إِلَى المغرب؟ فَقَالَ: أراد التفرد للعبادة، يحكى ذلك عَنْ مشايخ المغرب» وقال الذهبي: «نزح إِلَى الغرب أيّام المحنة بخلْق القرآن.» 

## شيوخه وتلاميذه
من شيوخه: أبوه عبد الله بن صالح، وحماد بن أسامة، ويحيى بن آدم، ومحمد بن يوسف الفريابي، وأبو نعيم الفضل بن دكين، وعفان بن مسلم، ويحيى بن معين، وأحمد ابن حنبل، ويزيد بن هارون الواسطي، ومسدد بن مسرهد، ونعيم بن حماد وغيرهم.
من تلامذته: ولده صالح بن أحمد، وسعيد بن عثمان الأعناقي، ومحمد بن فطيس، وعثمان بن حديد الإلبيري، وسعيد بن إسحاق وغيرهم.

## ثناء العلماء عليه
- عن يحيى بن معين أنه قال عنه: «ثقة ابن ثقة ابن ثقة»[2]
- قال الخطيب البغدادي: «قال الحافظ أبو الحسن اللؤلؤي: سمعت مشايخنا بهذا المغرب يقولون: لم يكن لأبي الحسن أحمد بن عبد الله عندنا بالمغرب شبيه ولا نظير في زمانه في معرفة الحديث وإتقانه، وفي زهده وورعه.».[2]
- وسئل مالك بن عيسى بن نصر القفصي أحد أئمة الحديث ونقاده بالمغرب: «من أعظم من رأيت بالحديث؟» فقال: «أما من الشيوخ فأبو الحسن أحمد بن عبد الله بن صالح الكوفي الساكن بطرابلس المغرب»[2]
- قال علي بن أحمد بن زكريا بن الخصيب الأطرابلسي: «إن ابن معين واحمد بن حنبل قد كانا يأخذان عن العجلي» [2]
- وقال الذهبي: «الإمام الحافظ الأوحد الزاهد» وقال: «له مصنف مفيد في الجرح والتعديل طالعته وعلقت منه فوائد تدل على تبحره بالصنعة وسعة حفظه»[5]
- وقال ابن ناصر الدين الدمشقي: «كان إماماً، حافظاً، قدوة، من المتقنين وكان يعد كأحمد بن حنبل ويحيى بن معين».[6]

## مؤلفاته
أشهر مصنفاته هو كتابه في علم الجرح والتعديل والمسمى كتاب (الثقات) ويسمى أيضا (معرفة الثقات)، وهو كتاب في علم الرجال وخلافا لما يوحي اسم الكتاب فهو لا يورد الثقات من الرواة فقط، بل كتابه يتناول الجرح والتعديل وتاريخ الرواة ومعرفة الرجال. وقام بترتيب الكتاب الحافظ الهيثمي.